# Chrysobothris cypria
Chrysobothris cypria es una especie de escarabajo del género Chrysobothris, familia Buprestidae. Fue descrita científicamente por Magnani en 1993.